# 剑桥大学王后学院
剑桥大学王后学院（英語：Queens' College, Cambridge）是剑桥大学的一个学院。王后学院由玛嘉烈·安茹（英格兰国王亨利六世王后）于1448年建立，又于1465年由伊丽莎白·伍德维尔（英格兰国王爱德华四世王后）再次建立。
王后学院坐落于剑河河岸两边，是南面第二座学院（剑河岸边从南至北的学院依次是达尔文学院，王后学院，国王学院，克莱尔学院，三一学堂，三一学院，圣约翰学院和莫德林学院。）。
王后学院的院长室建于1460年，是剑河两岸最古老的建筑。王后学院也是剑桥大学在剑河两岸都拥有建筑的两个学院之一，另一个学院是圣约翰学院。

## 建筑和庭院

### 数学桥

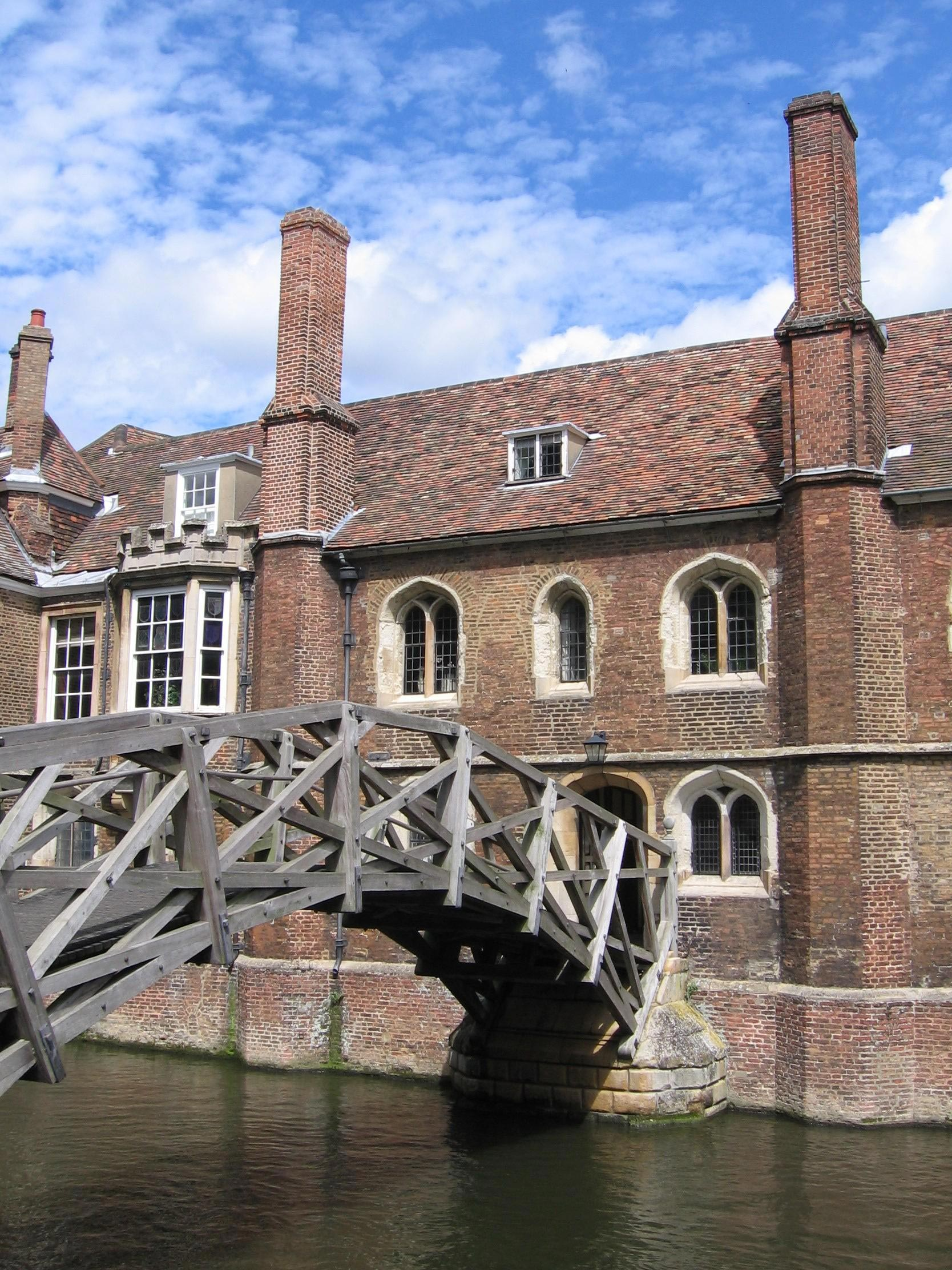
数学桥和院长室，从斯维尔街拍摄。

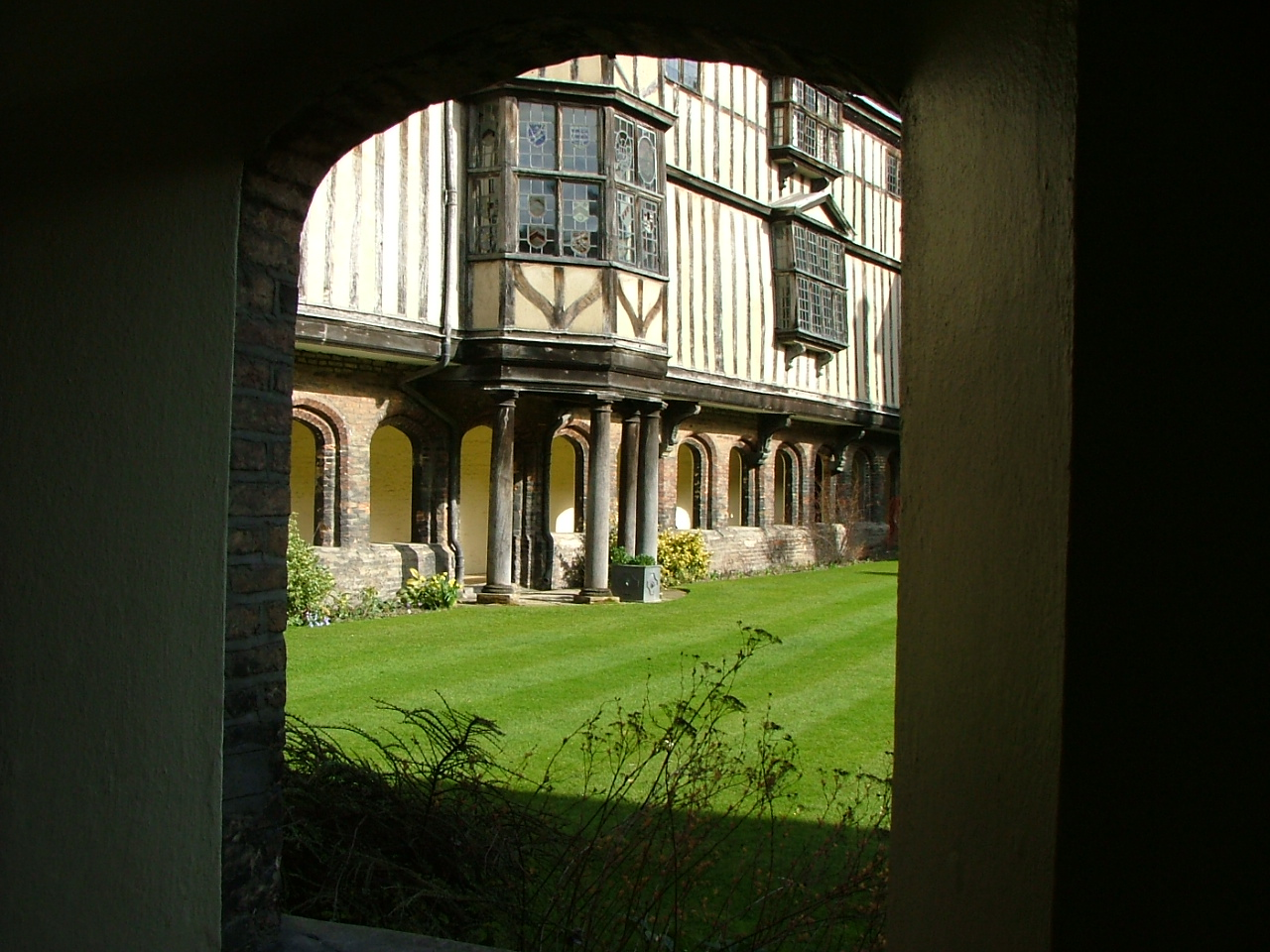
校长室，由回廊庭院拍摄。

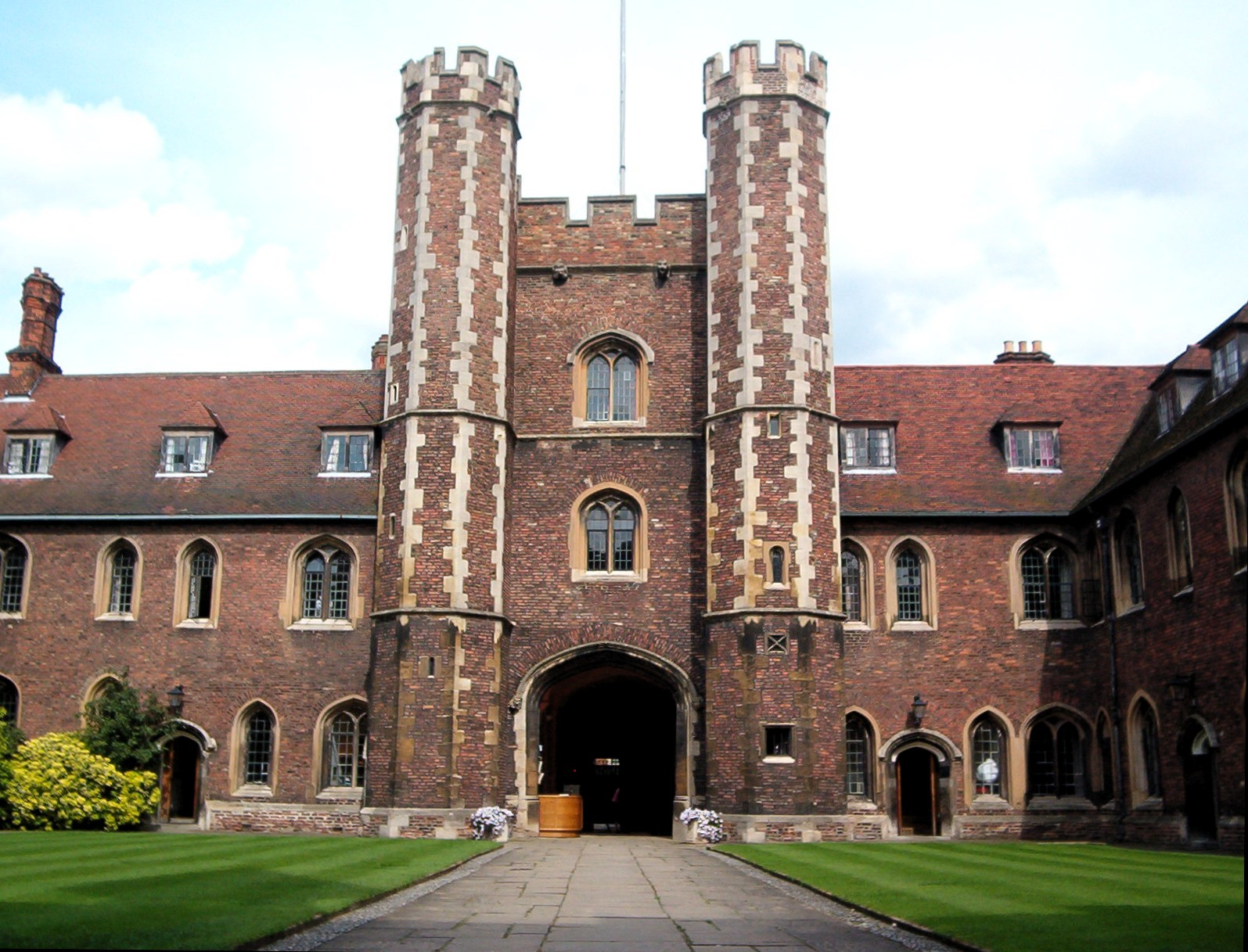
学院门楼，由旧庭院拍摄。

数学桥（官方名称是木桥）连接了学院早期建筑（被学生们称作黑暗面）和近期的建筑（被学生们称作光明面），是剑桥大学著名的观光景点之一。
传说数学桥是有由牛顿设计并建造，该桥的建造没有使用任何的螺母或螺栓。以前的学生或院士试图将该桥拆除，并重新组装，但他们最终还是失败了，只好用螺母和螺栓重新把桥固定。这就是我们看到如今的数学桥有螺母和螺栓的原因。
这个故事只是传说，事实上该桥由威廉·瑟里奇（1709年—1776年）设计，并由詹姆斯·埃塞克斯（1722年—1784年）建造，于1749年完工（在牛顿逝世后的22年）。该桥因为年代久远于1866年重修，并于1905年重建。重建的数学桥基本依照原有的设计，但采用柚木而不是橡木作为原料，桥上的阶梯也改为光滑的桥面为方便轮椅的通行。

### 旧庭院
旧庭院始建于1448年，由建筑大师雷金纳德·伊利设计。他也是原先国王学院旧庭院（如今剑桥大学的老校区，位于卡莱尔学院的对面）和国王学院礼拜堂的建造者。国王学院采用非常昂贵的石料建造旧庭院，但王后学院则采用了相对便宜的红砖。王后学院的旧庭院在两年内完工，而国王学院的旧庭院却未完工，礼拜堂甚至用了一个世纪才完工。

### 回廊庭院
回廊小径建于14世纪90年代，用于连接旧庭院和剑河边的建筑，从而形成了庭院，因此被称作回廊庭院。

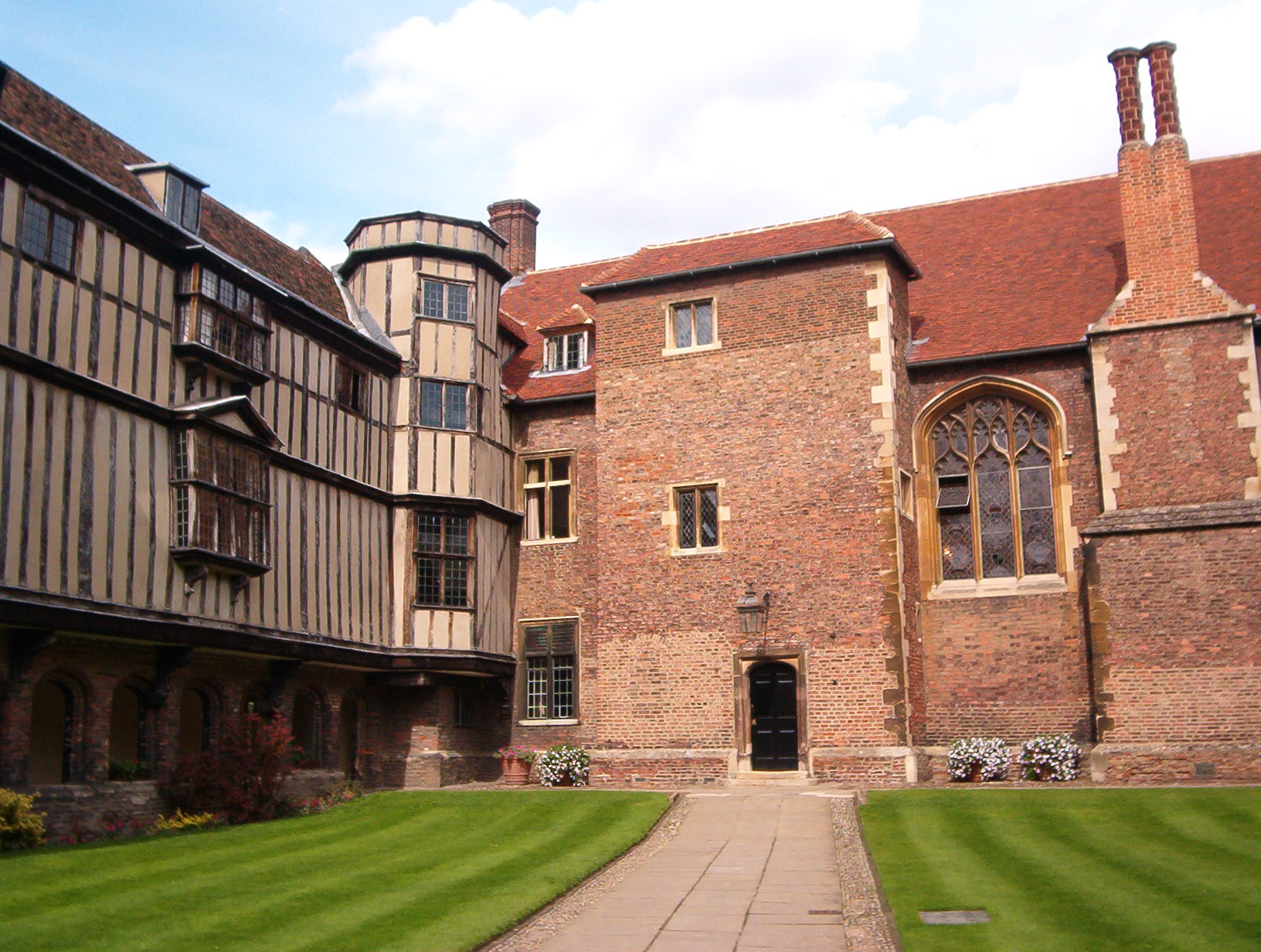
回廊庭院，长廊位于庭院左侧。

### 胡桃树庭院
胡桃树庭院建于1616至1618年，在1777年的一场大火后，只有一层还保留完好。该庭院二层以上的部分于1778至1782年重建。

### 艾塞克斯楼
艾塞克斯楼在1756至1760年修建完工，以它的建造者詹姆斯·艾塞克斯的名字命名。埃塞克斯是一位木匠，也是数学桥的建造者。

### 多克特楼和弗莱尔庭院
由于19世纪学院学生的增加，院长的第二座花园被改造成庭院，并从1886年起，更名为弗莱尔庭院。多科特楼建于1912年，由纤细的红砖和石料建造。

### 费希尔楼
费希尔楼始建于1936年，它继承了学院的传统，依旧使用红砖为建筑材料。窗户的框架使用柚木，而所有内部的木工则使用橡木。它是学院中第一座位于剑河西岸的学生宿舍，也是第一座在楼梯上层拥有淋浴室和洗手间的建筑。这些都成了这座建筑"可能出自一位卫生工程师的设计"的有力证据。

### 伊拉斯谟楼
伊拉斯谟楼始建于1959年，它是剑桥大学的学院中第一座现代主义的建筑。

### 克里普斯庭院
克里普斯庭院在1974至1980年建造完工，它拥有171间本科生寝室，3间公共休息室，1间酒吧，3间院士的房间，1座餐厅和厨房。庭院的建造资金来源于克里普斯基金会，是王后学院最宏伟的建筑。它的建造使王后学院可以提供本科生三年的住房。

## 著名校友
王后学院早期校友包括著名的文艺复兴时期的神学家和思想家德西德里乌斯·伊拉斯谟，他当时是以学生身份入住王后学院的。
19世纪王后学院的代表人物是英国作家和诗人特伦斯·韩伯瑞·怀特。
20世纪，王后学院校友中涌现出许多的电影、电视演员以及导演，这其中包括保罗·格林格拉斯、史蒂芬·弗莱和汉娜·穆雷。

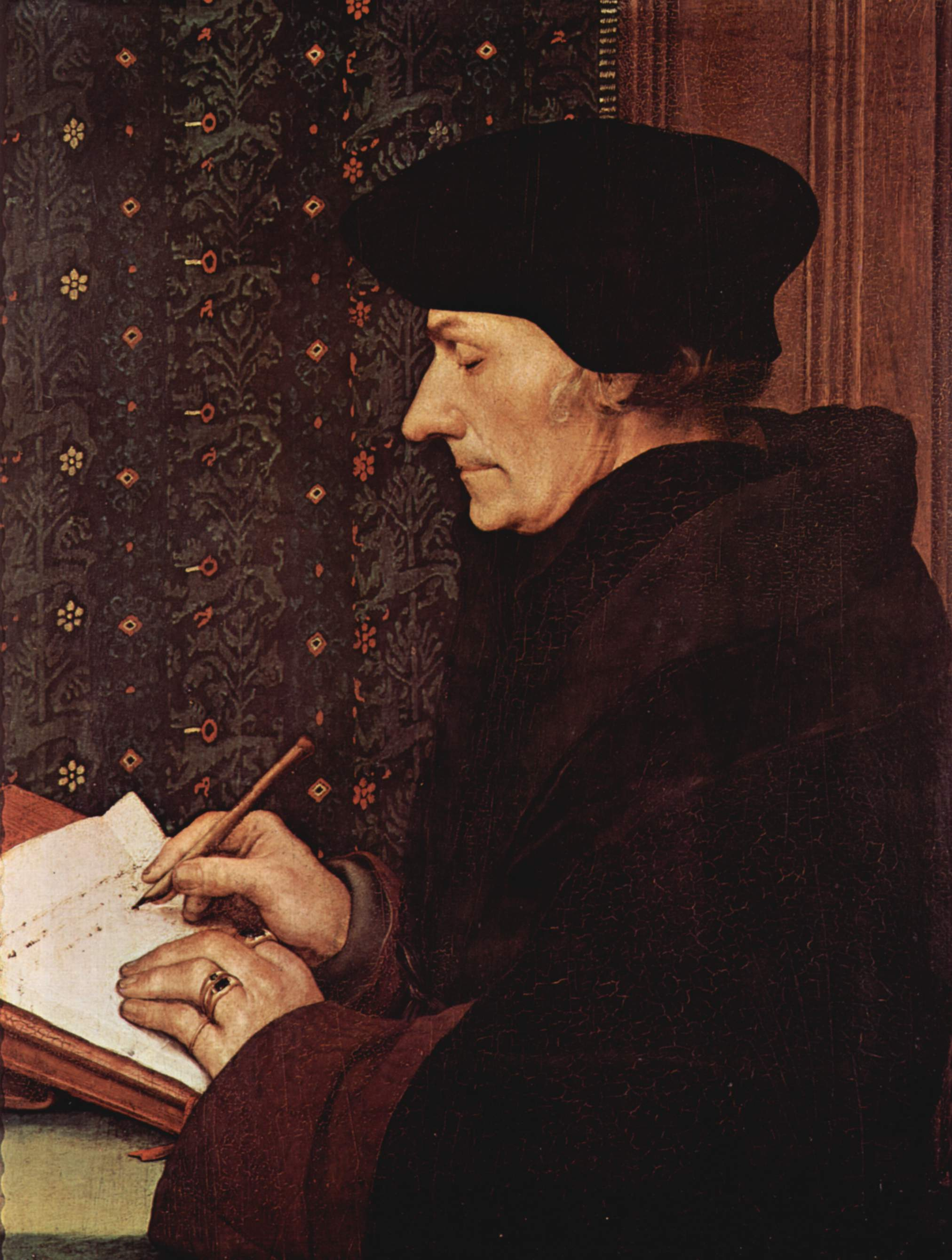
伊拉斯谟
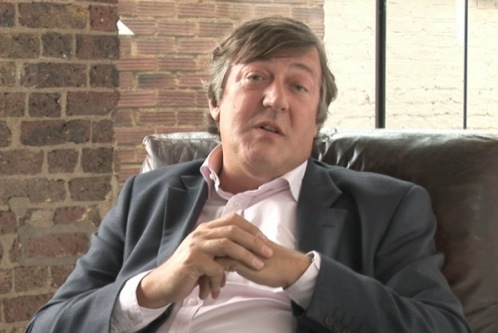
史蒂芬·弗莱